# Número entero algebraico
En teoría de números, un número entero algebraico es un número complejo que es la raíz de algún polinomio mónico (siendo el coeficiente principal 1) con coeficientes en ℤ. El conjunto de todos los enteros algebraicos es cerrado bajo la adición y multiplicación y también es un subanillo de números complejos denotado mediante A. El anillo A es la clausura integral de los enteros regulares ℤ en los números complejos.
El anillo de los números enteros de un cuerpo numérico K, denotado mediante OK ,  es la intersección de K y A: este también puede ser caracterizado como el máximo orden del cuerpo K.
Cada entero algebraico pertenece al anillo de enteros de algún cuerpo numérico. Un número x es un entero algebraico si y solo si el anillo ℤ[x] es finitamente generado como un grupo abeliano, es decir, como módulo -ℤ.

## Definiciones

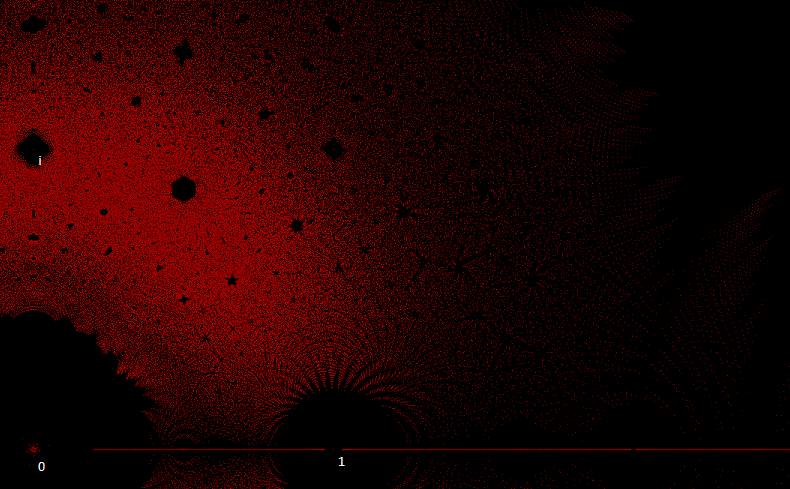
Números enteros algebraicos representados como puntos rojos en el plano complejo. Los valores 0, 1 e i están indicados.

Las siguientes definiciones de un número entero algebraico son equivalentes; Sea K un cuerpo numérico (por ejemplo, una extensión finita de ℚ, en otras palabras, K = ℚ(θ) para algún θ ∈ ℂ por el teorema del elemento primitivo.
- α ∈ K es un entero algebraico si existe un polinomio mónico f(x) ∈ ℤ[x] tal que f(α) = 0.
- α ∈ K es un entero algebraico si el polinomio mónico mínimo de α sobre ℚ pertenece a ℤ[x].
- α ∈ K es un entero algebraico si ℤ[α] es un módulo -ℤ finitamente generado.
- α ∈ K es un entero algebraico si existe un submódulo -ℤ M ⊂ ℂ finitamente generado tal que αM ⊆ M.

Los números enteros algebraicos son un caso especial de elementos integrales de una extensión de anillo. En particular, un entero algebraico es un elemento integral de una extensión finita K/ℚ.

## Propiedades
Para un número algebraico a existe un entero racional p de modo que na es un entero algebraico
- Entre los elementos de ℚ, los únicos que son enteros algebraicos  son los números enteros 0, ±1, ±2, ...
- la ecuación mínima de un entero algebraico es con coeficiente principal 1, los demás coeficientes son números enteros.
- si m y n son enteros algebraicos tanto la suma como el producto de ellos son enteros algebraicos.
- el conjunto de todos los enteros algebraicos forma un anillo conmutativo unitario.